# خرمال أشعر
خرمال أشعر (الاسم العلمي: Diospyros hirsuta) هو نوع من النباتات يتبع جنس الخرمال من الفصيلة الأبنوسية.